# 弗萊代什蒂鄉 (沃爾恰縣)
45°06′36″N 24°19′37″E / 45.110°N 24.327°E
弗萊代什蒂鄉（羅馬尼亞語：Comuna Vlădești, Vâlcea），是羅馬尼亞的鄉份，位於該國西南部，由沃爾恰縣負責管轄，處於布加勒斯特西北面160公里，每年平均降雨量1,241毫米，海拔高度449米，2002年人口2,689。